# Dublany Lwowskie
Dublany Lwowskie (ukr. Дубляни-Львівські, ros. Дубляны-Львовские) – stacja kolejowa w miejscowości Dublany, w rejonie lwowskim, w obwodzie lwowskim, na Ukrainie.
Stacja istniała przed II wojną światową. Nosiła wówczas nazwę Dublany Laszki.